# Marta Colvin
Marta Colvin Andrade (1907-1995) là một nhà điêu khắc đến từ Chillán, Chile.

## Tiểu sử
Marta Colvin Andrade là con gái của James Colvin (gốc Irish) và Elcira Andrade (gốc Bồ Đào Nha). Sau trận động đất năm 1939, cô sống tại Santiago, Chile và học tại một trường nghệ thuật. Năm 1943 cô được bổ nhiệm làm phó giáo sư cho phân xưởng điêu khắc của Julio A. Vasquez và Lorenzo Domínguez được bổ nhiệm một cách chính thức làm giáo sư vào năm 1950. Năm 1948 cô tham dự Grande Chaumiere Academie tại Paris với nhà điêu khắc Ossin Zadkine và Henry Laurens. Sau đó cô tới sống tại Pháp trong vòng hơn ba mươi năm. Cô được biết đến trên khắp thế giới và được trao giải thưởng nghệ thuật quốc gia vào năm 1970 vì những cống hiến của mình cho nghệ thuật.

## Các tác phẩm

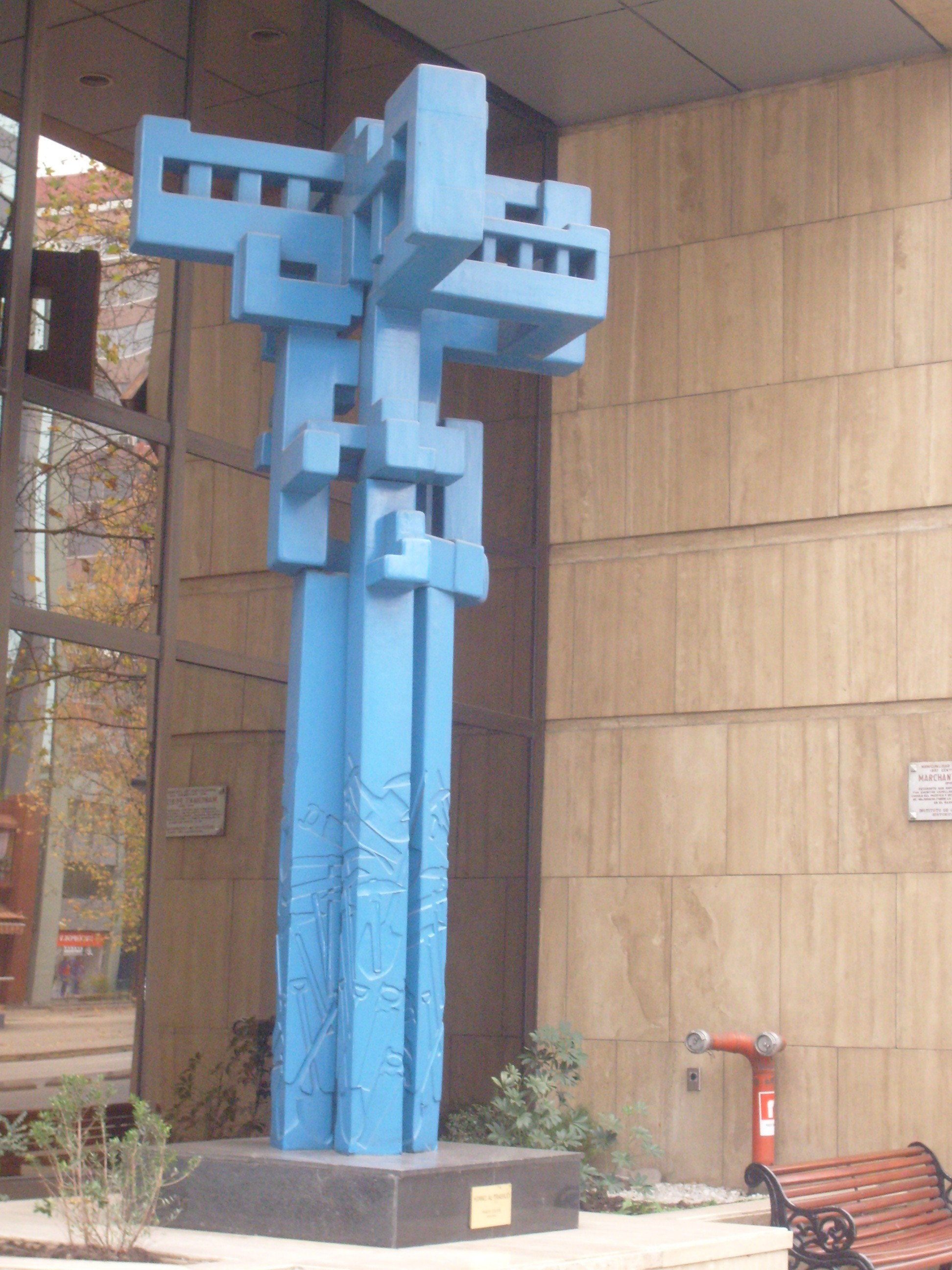
Himno al Trabajo

- Eslabón
- Horizonte Andino
- Escultura de Ladrillos
- Madre Tierra
- Signo Solar
- Aku Aku
- Manutara
- Ojos de la Tierra